# Нинове
Нинове (нидерландское произношение: [ˈninoːvə] (слушать)о файле; нидерл. Ninove) — город в Бельгии, расположенный на реке Дендер. Население — 37 тыс. человек (на 1 января 2011).

## История
Археологические раскопки говорят о том, что местность была заселена с эпохи неолита. На месте Нинове стояло небольшое поселение, которое с приходом в V веке франков стало расширяться. До XII века была сооружена крепостная стена и налажена торговля с соседями, в 1137 году основано премонстрантское аббатство Святого Корнилия и Святого Киприана. Это позволило Нинове приобрести статус города. В XV—XVII веке происходит упадок, заканчивающийся к XVIII веку. Во второй половине XIX века здесь стали осваиваться собственные производства. Во время первой мировой войны в Нинове существовала целая спичечная индустрия.